# Eupithecia catskillata
Eupithecia catskillata är en fjärilsart som beskrevs av Richard F. Pearsall 1908. Eupithecia catskillata ingår i släktet Eupithecia och familjen mätare. Inga underarter finns listade i Catalogue of Life.